# Markttafereel
Markttafereel bestaat uit twee artistieke kunstwerken in Amsterdam-Zuid.
Het vormt de helft van een viertal losse beelden uit de periode 1921-1924 van Hildo Krop. In die periode verrezen aan de Jozef Israëlskade twee schoolgebouwen (een Hogere Burgerschool en een Handelsschool) die gescheiden werden door de Pieter Lodewijk Takstraat. De beide gebouwen werden gebouwd in de stijl van de Amsterdamse School; binnen die stijl werd symmetrie veelvuldig toegepast. De gebouwen zijn dan ook een spiegelbeeld van elkaar. Dit geldt deels ook voor de vier beelden van Krop. Beide gebouwen hebben aan de kade een middenrisaliet. Ter afsluiting van de beide risalieten aan de onderzijde hakte Krop de vier beelden. De vier beelden zijn niet symmetrisch geplaatst op de gebouwen, maar wel op de risalieten. Daarbij is er slechts sprake van gedeeltelijke symmetrie; het ene beeld is het spiegelbeeld van het andere op hetzelfde risaliet. Op het linker gebouw staan zo twee versies van De greep naar het schone op het rechter gebouw twee van Markttaferelen.
De markttaferelen voeren terug op een weergave van een tafereel dat men kan aantreffen op de veemarkten. Weergegeven wordt het zogenaamde handjeklap (tevens de volkstitel) bij verkoop van levende have. Tussen koper en verkoper staat dan ook een kalf afgebeeld. De twee mannen worden vergezeld door een vrouw met koopwaar; de koopwaar wordt op beide tableaus anders weergegeven; op één daarvan is ze te zien met bloemen. Het beeldje is circa een meter hoog. 
Van het materiaal tufsteen is bekend dat het in de loop der jaren als gevolg van erosie uit elkaar brokkelt. Dit was ook het geval met deze vier beelden. Ze staan alle vier op de zuidelijke gevel, waardoor wind, regen en zon vrij spel hebben. Begin 21e eeuw waren de beelden dermate aangetast dat Ton Mooy opdracht kreeg de beelden te reconstrueren en er nieuwe versies van te maken; er kwamen versies in Beiers graniet.
Boven op genoemd risaliet is Menselijke energie van dezelfde beeldhouwer te zien.  

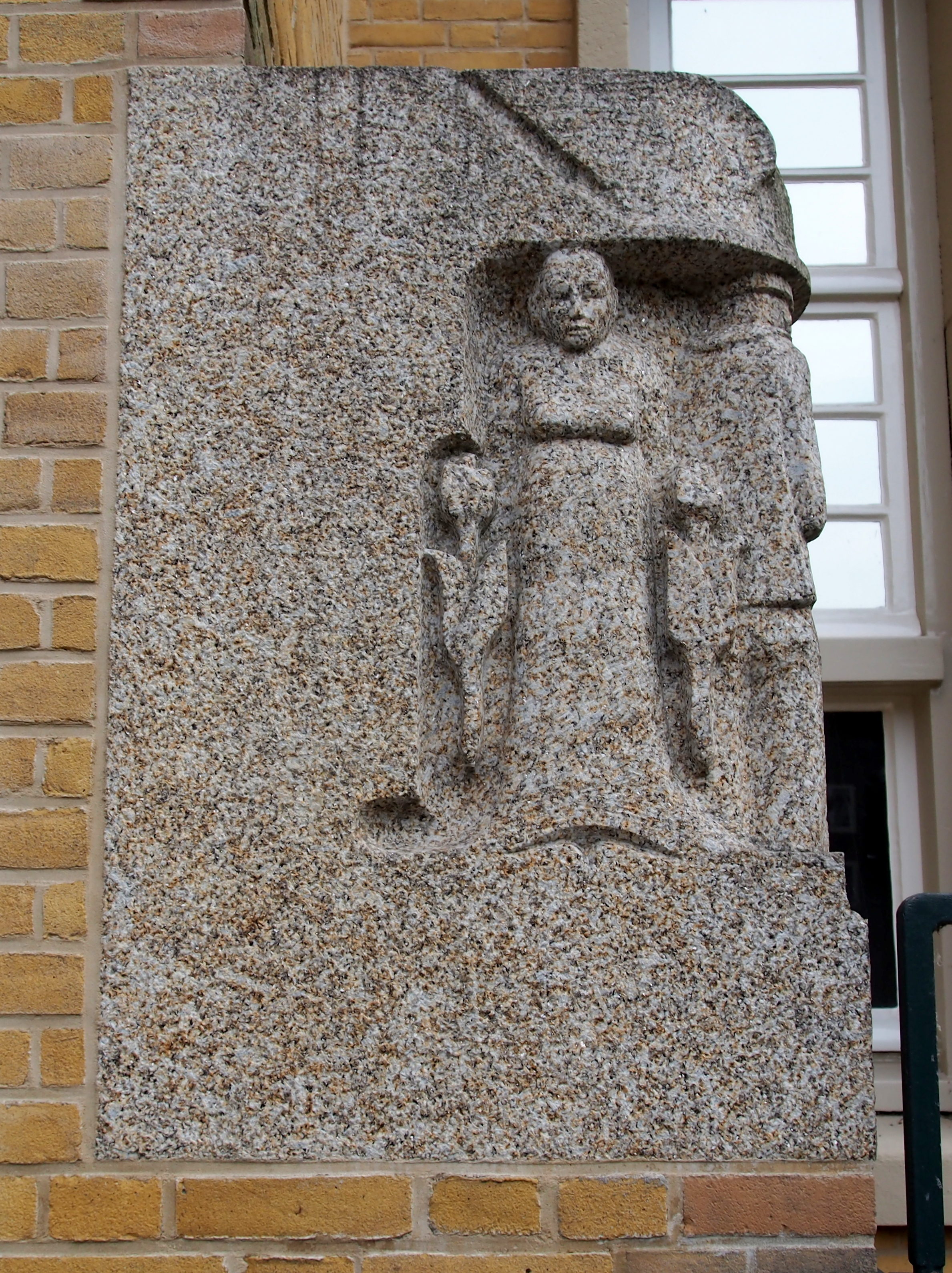
Bloemenvrouw (juni 2016)